# Каззи, Гэрротт
Гэрротт Каззи (англ. Garrott Kuzzy; род. 26 ноября 1982, Миннеаполис, Миннесота) — американский лыжник, участник Олимпийских игр в Ванкувере. Более силён в спринтерских гонках. 
В Кубке мира Каззи дебютировал в январе 2008 года, тогда же первый, и пока единственный раз попал в десятку лучших на этапе Кубка мира, в спринте. Кроме этого на сегодняшний день имеет на своём счету 4 попадания в тридцатку лучших на этапах Кубка мира, 2 в личных и 2 в командных гонках. Лучшим достижением Каззи в общем итоговом зачёте Кубка мира является 92-е место в сезоне 2007/08. 
На Олимпиаде-2010 в Ванкувере стартовал в трёх гонках: 15 км коньком — 58-е место, спринт — 47-е место, эстафета — 13-е место.
За свою карьеру принимал участие в одном чемпионате мира, на чемпионате-2009 в чешском Либереце, стал 44-м в спринте и 43-м в масс-старте на 50 км.
Использует лыжи и ботинки производства фирмы Salomon.